# Svitavy (huyện)
Huyện Svitavy (tiếng Séc: Okres Svitavy) là một huyện (okres) nằm trong vùng Pardubice của Cộng hòa Séc. Huyện Svitavy có diện tích 1335 km², dân số năm 2002 là 101832 người. Thủ phủ huyện đóng ở Svitavy. Huyện này có 113 khu tự quản.

## Các khu tự quản
Huyện Svitavy có 113 khu tự quản sau: